# Anne Kohn-Feuermann
Anne Kohn-Feuermann (geboren 14. Oktober 1913 in Wien, Österreich; gestorben 6. Juli 1994 in Wien) war sozialistische Widerstandskämpferin im österreichischen Ständestaat, später Sozialarbeiterin und Mitbegründerin vieler sozialer Initiativen.

## Kindheit und Jugend
Anne Kohn-Feuermann kam am 14. Oktober 1913 als Tochter von Elio Wolf Feuermann und Malvine Feuermann geb. Kubie auf die Welt. Sie wuchs traditionell jüdisch auf und war schon als Kind mit Antisemitismus konfrontiert. Dies hat dazu beigetragen, dass sie im Alter von ca. 16 Jahren mit der sozialdemokratischen Bewegung in Kontakt kam. Insbesondere das Angebot der Bibliothek der Sozialdemokratischen Partei war für Kohn-Feuermann als begeisterte Leserin sehr wichtig. Der Austausch mit anderen Jugendlichen über die Grundgedanken des Sozialismus bestärkte sie darin, sich für diese Ideale einzusetzen, auch da sie darin den Weg aus Antisemitismus und Diskriminierungen anderer Art sah. Sie trat in die Sozialistische Arbeiterjugend ein und setzte sich mit den Überzeugungen des Sozialismus intensiv auseinander. Insbesondere der friedliche Weg zur Freiheit aller Menschen wurden zu einem Ziel für Kohn-Feuermanns ganzes Leben.

## Sozialistischer Widerstand
Anne Kohn-Feuermann war als eine von wenigen Frauen Mitglied im Schutzbund und hatte die Aufgaben, Nachrichten zu übermitteln. Als sich im Februar 1934 das Verbot der Sozialdemokratischen Partei und aller Umfeldorganisationen ankündigte, kam es zu Unruhen in der Stadt Wien und Kohn-Feuermann und einige andere Schutzbünder wurden in Bereitschaft versetzt. Letzten Endes war die Organisation aber schlecht strukturiert und vernetzt und das Verbot der Partei wurde umgesetzt.
1935 wurde Anne Kohn-Feuermann als illegales Mitglied der Sozialistischen Jugend erstmals verhaftet. Sie war Sekretärin der Wiener Landesorganisation der Sozialistischen Jugend und wurde aufgrund ihres Mitwirkens an der verbotenen Arbeiterzeitung zu 60 Tagen Kerker verurteilt und musste diese gesamte Zeit absitzen. Nach einer zweiten Verhaftung aufgrund des Besitzes von Arbeiterhilfemarken wurde sie zu Anhaltelager verurteilt. Gemeinsam mit ihren Freundinnen Marie Jahoda und Liesl Zerner war Kohn-Feuermann unter den ersten Frauen die auf diese Art bestraft wurden. Die Bestrafung war ohne zeitliche Frist, nach über 4,5 Monaten wurde sie aufgrund einer Erkrankung ihrer Mutter wieder entlassen. Ihre Freiheitsstrafe hat sie als „Notwendigkeit empfunden, das war ein Teil des Kampfes, den wir versucht haben zu führen“. Die Verurteilung führte auch dazu, dass Kohn-Feuermann aus allen österreichischen Mittelschulen ausgeschlossen wurde und so nicht maturieren konnte.
Die Auseinandersetzung mit dem Ständestaat und die Aufarbeitung des Austrofaschismus ist nach Meinung von Kohn-Feuermann nach dem Ende des Zweiten Weltkrieges viel zu wenig passiert. Auch sieht sie, dass viele Menschen, die in den Jahren 1934–1938 gegen das Regime und die Vorkommnisse gekämpft haben, auch später zu wenig Anerkennung und Wertschätzung erhielten. Das Andenken an die Taten der mutigen Menschen im Widerstand findet sie sehr wichtig, denn „man darf die Menschen nicht ein zweites Mal sterben lassen“. Kohn-Feuermann sagt: „Ohne Erinnerung gibt es kein Weiterleben“ – dieses Zitat lieferte auch den Titel für ein Interview des ORF mit ihr im Jahr 1989.
Nach dem „Anschluss“ Österreichs konnte sie nach Frankreich fliehen, von wo aus sie im Juni 1938 nach Schottland emigrierte.

## Beruflicher Werdegang und Ausbildungen
In Schottland arbeitete Anne Kohn-Feuermann als erstes als Hausgehilfin und war 1939 beim „Air Raid Precaution Service“ – dem Luftschutz für die zivile Bevölkerung des United Kingdoms. Sie schloss im Studienjahr 1942/43 das Studium „Social Science“ an der University of Glasgow ab. Von 1943 bis 1946 war sie im „Glasgow Orthopaedic and Rheumatic Clinic“ als Spitalsfürsorgerin tätig. 1946 begann ihr bis 1953 dauerndes Engagement im jüdischen Komitee für Emigranten in Glasgow und dort arbeitete sie insbesondere mit Jugendlichen aus deutschen Konzentrationslagern an deren gesellschaftlicher Integration. Nach Abschluss eines einjährigen Kurses für „Psychiatric Social Work“ arbeitete sie ein Jahr lang mit delinquenten Jugendlichen in einer „Borstal Institution“ in Polmont, der heutigen „Polmont Young Offenders Institution“. 1952 wechselte Kohn-Feuermann an die „Notre Dame Child Guidance Clinic“ (heute Notre Dame Center) in Glasgow und hielt dort Gruppentherapien für Mütter verhaltensauffälliger Kinder. Zu dieser Zeit startete auch ihre Beschäftigung mit Supervision.
Von Januar bis August 1957 arbeitete sie durch Vermittlung von Karl Czernetz (Nationalratsabgeordneter und Internationaler Sekretär der Sozialdemokratischen Partei) beim Österreichischen Komitee für Sozialarbeit in Wien mit Flüchtlingen aus Ungarn.
Kohn-Feuermann kehrte 1959 in ihre Heimatstadt Wien zurück und leitete dort bis 1979 das Familien- und Individualfürsorgereferat und die Ehe- und Familienberatung der Gemeinde Wien.

## Soziales Engagement und Mitgliedschaften
Neben ihrer Leitungstätigkeit in der Sozialen Arbeit engagierte sich Anne Kohn-Feuermann in der Mitorganisation der Sozialarbeitskonferenzen in Rom 1960 und Jerusalem 1962 sowie beim ersten europäischen Symposium für Supervision in Wien.
In der Bewährungshilfe in Wien half sie bei Organisation und Aufbau und unterrichtete angehende Bewährungshelfer.
Im Jahr 1978 wurde Kohn-Feuermann mit prominenten Frauen wie Johanna Dohnal Teil des Vorstandes des 1. Wiener Frauenhauses.
Auch nach ihrer Pensionierung blieb Kohn-Feuermann sozial engagiert. Sie brachte sich vermehrt in der Israelitischen Kultusgemeinde ein und betreute ältere und hilfsbedürftige Menschen und arbeitete in der Hilfe für Juden aus der ehemaligen Sowjetunion mit.
Weiters war sie Vorstand im Bundesverband der Israelitischen Kultusgemeinde, Vorstand der Chewra Kadischa, engagierte sich in der „Spezialkommission für die Belange der Ex 38er“ war Obfrau im Bund Werktätiger Juden „Poale Zion“ (die sozialdemokratische Fraktion der jüdischen Gemeinde) sowie der Frauengemeinschaft des Bundes Sozialdemokratischer Akademikerinnen.

## Auszeichnungen
- 1976 Verleihung des Professortitels
- 1993 Silberne Julius-Tandler-Medaille und Viktor-Adler-Plakette
- 1995 Eröffnung der Anne Kohn-Feuermann-Tagesstätte vom „Verein zur Versorgung hilfsbedürftiger Waisen und anderer hilfsbedürftiger Juden in Wien“ im Maimonides Zentrum der Israelitischen Kultusgemeinde[5]

## Werke und Übersetzungen
- Casework als Grundlage moderner Sozialarbeit. In: Firnberg, Hertha u. a. (Hg.): Gefährdung und Resozialisierung (1968)
- Kriegsgeschädigte Kinder – Versuch einer Resozialisierung. In: Keller, Heinrich u. a. (Hg.): Sozialarbeit und Soziale Demokratie. Festschrift für Elisabeth Schilder (1979) ISBN 3-7141-7706-X
- Beiträge in „Der Bund“
- Übersetzung aus dem Englischen: Perlman, Helen: Einzelhilfe, ein problemlösender Prozess. (1970) ISBN 3-7841-0005-8